# Plasmodium ovale
Plasmodium ovale è una specie di plasmodio, responsabile, insieme a Plasmodium vivax, di una forma di malaria, chiamata terzana benigna.

## Trasmissione
Viene trasmesso dal sangue di un uomo a quello di un altro uomo, grazie alla puntura della zanzara anofele femmina, che punge un malato succhiandone del sangue, in seguito deposita ciò che ha aspirato nei vasi sanguigni di un uomo sano, trasportando i plasmodi ad infettare anche la seconda persona.

## Clinica
L'incubazione della malaria da Plasmodium ovale non supera i due mesi, e sporadicamente scende anche sotto la settimana. Dopo questo periodo, si instaura una patologia dall'esordio subdolo, caratterizzata dai classici picchi febbrili che cadono ogni 48-60 ore, cioè all'alba di ogni terzo giorno di "tregua" da essi (per questo tale ipertermia viene definita "terzana"); con il passare del tempo, le crisi malariche peggiorano, causando un sensibile innalzamento della febbre in quei periodi (generalmente dai 38° iniziali ai 40° di 18-32 giorni dopo); tuttavia, dopo un altro mese circa, la febbre tende a regredire spontaneamente, anche se i sintomi correlati ad essa ed all'infezione generale del parassita (come astenia, mialgie, sintomi da raffreddamento) tendono, se non trattati in tempo, ad evolvere in una forma di malessere cronicizzato, non più curabile.

## Terapia
Nonostante il già citato andamento benigno della malattia, è molto importante che venga impiegata la clorochina, il farmaco sostitutore dell'antico chinino, affinché si possa giungere ad una rapida e completa guarigione.

## Recidive
In realtà i plasmodi non verranno mai eliminati totalmente, in quanto si accumulano all'interno del fegato dopo la malattia primaria e rimangono silenti anche per anni, dopodiché, frequentemente, ricompaiono creando un'importante recidiva; in questo caso è importante tenere sotto controllo lo sviluppo dei parassiti, somministrando medicinali ad ampio spettro in grado di alleviare la riproduzione dei plasmodi sulle pareti epatiche e di consentire una definitiva "sterilizzazione".

## Prognosi
Un organismo sano non ha difficoltà ad assumere le terapie farmacologiche ed a sopportarle per tutto il tempo e la frequenza necessari; negli individui molto anziani o debilitati da altre cause, l'affezione può però prendere una piega cronico-degenerativa, con possibilità di gravi danni agli organi interni ed anche la morte, che comunque ha un tasso di incidenza su tutta la popolazione colpita attorno al caso su mille-tremila.